# Fanny Uribe
Fanny Esther Uribe López es una bióloga y política ecuatoriana. Es la alcaldesa del cantón Santa Cruz, desde el 14 de mayo de 2023, siendo la primera mujer en la historia del cantón en alcanzar dicho puesto.
Se desempeñó como asambleísta nacional, entre 2013 y 2017; y diputada nacional, de 1998 a 2003. Fue prefecta provincial de Galápagos, desde 2005 hasta 2009, siendo la primera mujer y la última persona en ser elegida por vía votación al cargo.

## Biografía
Tras realizar estudios en la Universidad Central del Ecuador, obtuvo la licenciatura en Biología y Química.

### Vida política
Inició su vida política en 1996 como diputada alterna de la provincia de Galápagos por el partido Democracia Popular. En las elecciones legislativas de 1998 fue elegida diputada nacional de Galápagos por el mismo partido. Desde el Congreso Nacional fue una de las impulsoras de la Ley especial de Conservación y Desarrollo Sustentable para la provincia de Galápagos.
En las elecciones seccionales de 2004 fue elegida prefecta provincial de Galápagos con el 54% de los votos por la alianza entre la Democracia Popular, el Partido Sociedad Patriótica 21 de Enero y el Partido Socialista-Frente Amplio, convirtiéndose en la primera mujer que ocupada dicho cargo. La entrada en vigencia de la Constitución de 2008 eliminó el consejo provincial de Galápagos, de este modo convirtiéndola también en la última persona en ser elegida a la prefectura de la provincia.
Renunció a su cargo para participar en las elecciones seccionales de 2009 como candidata a la alcaldía de Santa Cruz por el Movimiento Municipalista, pero no resultó elegida.

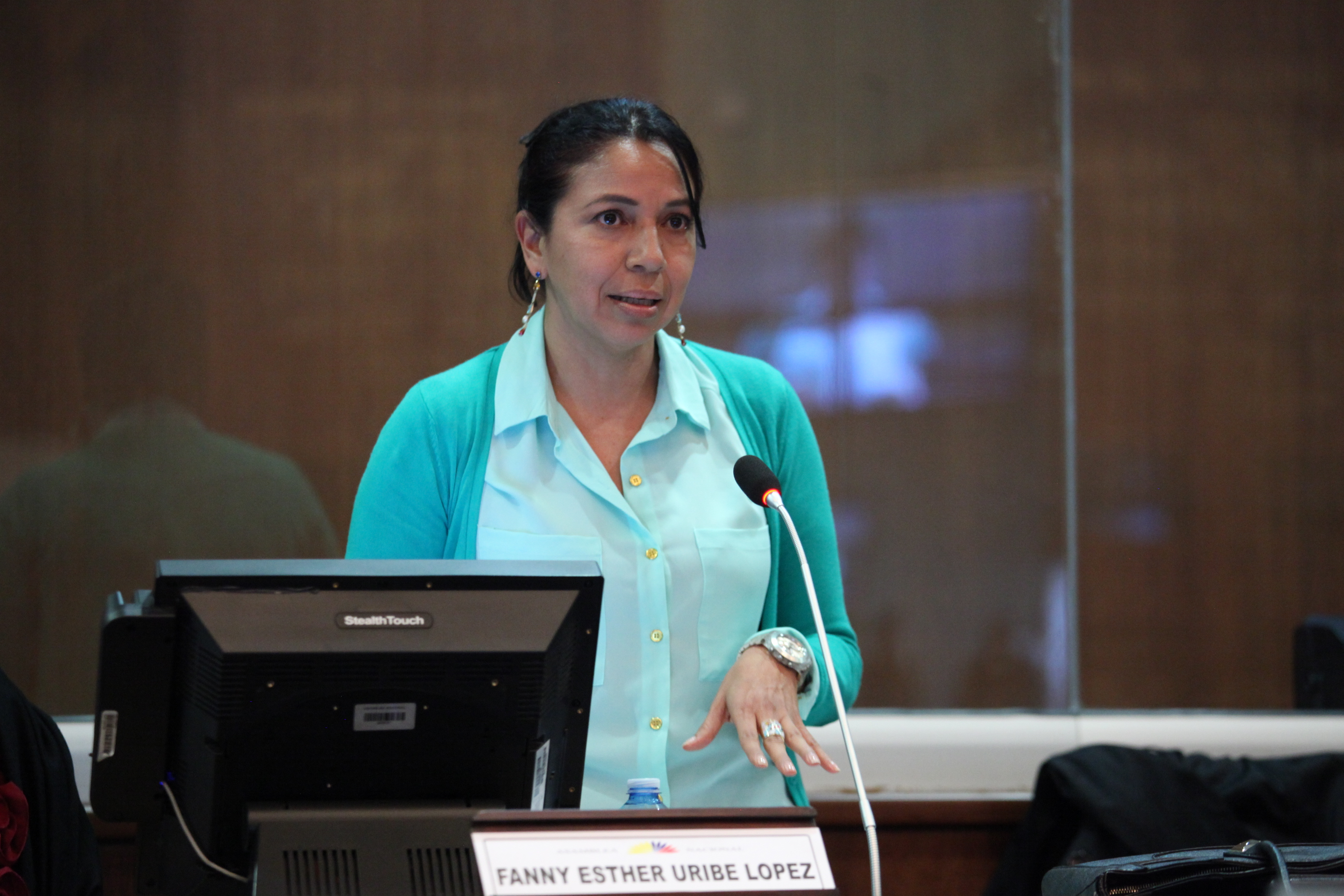
Uribe en un pleno de la Asamblea, en 2013.

Para las elecciones legislativas de 2013 fue elegida asambleísta nacional en representación de Galápagos por el partido Avanza.
En 2022, fue elegido como candidata por el Partido Sociedad Patriótica, para ocupar la Alcaldía del cantón Santa Cruz, en las elecciones seccionales de 2023. Tras los comicios, fue elegida como el virtual alcaldesa por liderar el escrutinio de la votación con el 29.81% de los votos. El 14 de mayo de 2023, cuando Ángel Yánez Vinueza dejó la alcaldía, se llevó a cabo el cambio de mando para dar paso a la posesión de Uribe como alcaldesa; convirtiéndose en la primera mujer en la historia del cantón en alcanzar dicho puesto.